# Rossiana montana
Rossiana montana är en nattsländeart som beskrevs av Donald G. Denning 1953. Rossiana montana ingår i släktet Rossiana och familjen Rossianidae. Inga underarter finns listade i Catalogue of Life.